# Прапор Миколаєва (Львівська область)
Прапор Миколаєва — офіційний символ міста Трушевичі, Миколаїв Львівської області, затверджений 10 вересня 1999 року рішенням сесії Миколаївської міської ради.
Автори — А. Гречило та О. Гнатів.

## Опис
Квадратне полотнище; на синьому фоні жовтий дуб з корінням, на вершині якого сидить білий голуб, з вільного краю від стовбура — біла сокира; від древка йде вертикальна біла смуга, завширшки в 1/4 ширини прапора.

## Зміст
В основу символів покладено давній герб Миколаєва. Дуб є символом сили і міцності, він уособлює собою місто, котре виникло серед лісів і мало сприяти оборонному та економічному розвитку регіону. Жовтий колір є символом щедрості й добробуту. Голуб втілює ідею чистоти і порядності. Сокира (топір) є елементом із родового герба Миколи Тарла, від імені якого місто й отримало свою назву. Біла смуга на прапорі означає річку Дністер.